# Leucosticte arctoa
Il fanello rosato asiatico (Leucosticte arctoa (Pallas, 1811)) è un uccello passeriforme appartenente alla famiglia dei Fringillidi.

## Etimologia
Il nome scientifico della specie, arctoa, deriva dal greco αρκτωος (arktōos, "del nord"), in riferimento all'areale occupato da questi uccelli.

## Descrizione

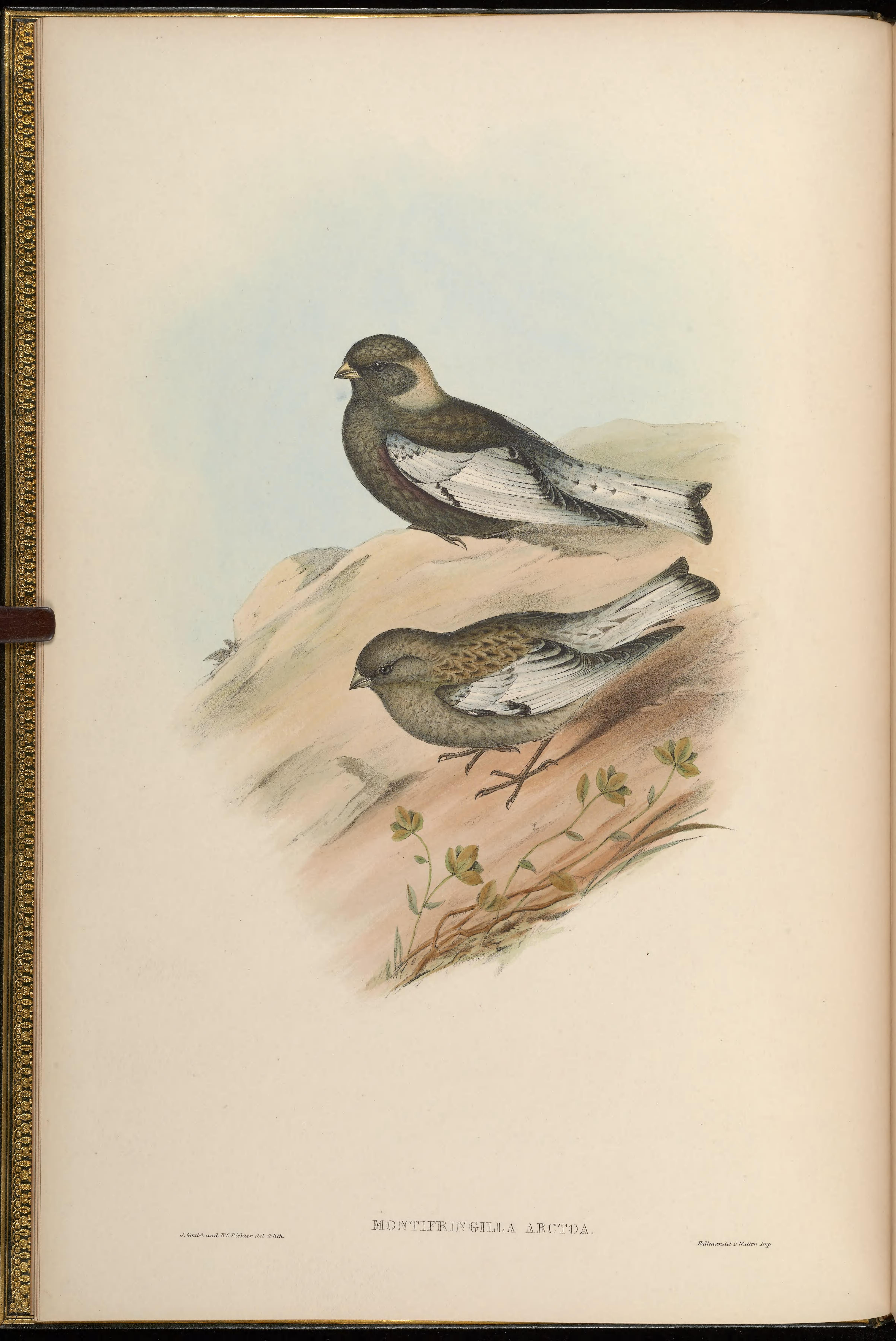
Coppia in un'illustrazione di John Gould.

### Dimensioni
Misura 14–18 cm di lunghezza, per 22-48 g di peso.

### Aspetto
Si tratta di uccelletti dall'aspetto robusto ma slanciato, vagamente simile a quello di un passero, con becco piccolo e conico, ali allungate e lunga coda squadrata dalla punta lievemente forcuta.
Il piumaggio è nerastro su faccia, gola e petto, con le singole penne orlate di grigiastro specialmente in queste ultime due parti: ventre, fianchi e dorso sono bruno-nerastri, con le penne ventrali orlate di rossiccio e quelle dorsali orlate di nero, mentre ali e coda sono biancastre con orli neri. Nei maschi le copritrici sono rosate e la nuca è di colore grigio-dorato, colori questi assenti nella femmina, che in generale presenta livrea meno carica cromaticamente: in ambedue i sessi becco e zampe sono di color nerastro, mentre gli occhi sono di colore bruno scuro.

## Biologia
Si tratta di uccelli diurni e piuttosto gregari, che al'infuori del periodo riproduttivo si muovono stormi anche di una certa consistenza, passando la maggior parte della giornata alla ricerca di cibo, mantenendosi perlopiù al suolo.

### Alimentazione
Questi uccelli sono dei granivori, la cui dieta è composta in massima parte di semi di piante erbacee montane, nonché di altri elementi di origine vegetale (bacche, germogli, stami) e sporadicamente di piccoli invertebrati, che vengono ricercati soprattutto durante il periodo estivo.

### Riproduzione
La stagione riproduttiva va da giugno ad agosto, con le popolazioni delle aree dal clima più rigido che cominciano a riprodursi più tardi, generalmente a partire da luglio: la specie è monogama, coi maschi che difendono strenuamente le femmine durante la cova e le attività connesse alla riproduzione.
Il nido, a forma di coppa, viene costruito dalla sola femmina (coi maschi che di tanto in tanto si occupano di reperire del materiale da costruzione) intrecciando fibre vegetali e foderando l'interno con pelame e piumino: esso è ubicato fra le rocce, al suolo o a qualche altezza, e al suo interno vengono deposte 3-5 uova che la femmina provvede a covare da sola, col maschio che staziona nei pressi cantando per scacciare gli intrusi e reperendo il cibo per sé e per la compagna. Le uova schiudono dopo circa due settimane di cova: i pulli, ciechi e implumi alla nascita, vengono accuditi da ambedue i genitori, che li imbeccano con semi e insetti rigurgitati, e sono in grado d'involarsi attorno alla terza settimana di vita, disperdendosi dopo ulteriori due settimane.

## Distribuzione e habitat

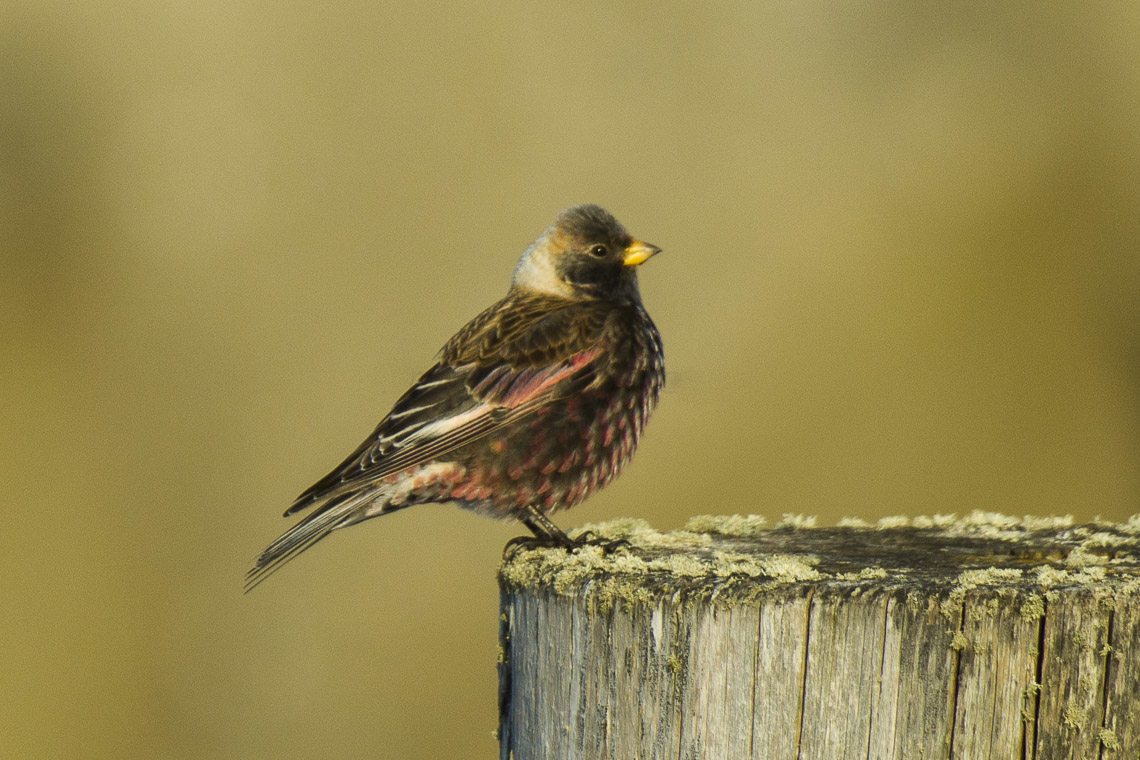
Esemplare a Hokkaidō.

Come intuibile dal nome comune, il fringuello rosato asiatico è diffuso in Asia orientale: la specie si dimostra altamente migratoria, con le uniche popolazioni stanziali nel Turkestan orientale, mentre le restanti svernano in Manciuria meridionale, penisola di Corea e Giappone centro-settentrionale, riproducendosi sull'altopiano della Mongolia, in Siberia orientale e nella Kamchatka.
L'habitat di questi uccelli è rappresentato dagli altipiani rocciosi, le aree di tundra alpina ed in generale dalle aree rocciose montane a vegetazione sparsa o rada.

## Tassonomia
Se ne riconoscono cinque sottospecie:
- Leucosticte arctoa arctoa (Pallas, 1811 - la sottospecie nominale, riproduttrice sui Monti Altaj centro-meridionali, sui Monti Sajany occidentali, sui Monti Tannu-Ola, in Kazakistan nord-orientale e Mongolia nord-occidentale, svernante nel nord dell'Uiguristan;
- Leucosticte arctoa cognata (Madarász), 1909 - diffusa fra i Monti Sajany orientali, i Monti del Bajkal centrali e la Mongolia settentrionale;
- Leucosticte arctoa sushkini Stegmann, 1932 - endemica dei Monti Khangai;
- Leucosticte arctoa gigliolii Salvadori, 1869 - diffusa dai Monti del Bajkal settentrionali ai Monti Stanovoj;
- Leucosticte arctoa brunneonucha (von Brandt, 1842 - riproduttrice fra la foce del Lena e la penisola di Kamchatka (Curili incluse), e a sud fino alla Mongolia Interna nord-orientale e l'Heilongjiang occidentale, svernante da qui fino all'Hebei, oltre che in Corea e in Giappone (a sud fino alla porzione centrale dell'isola di Honshū);

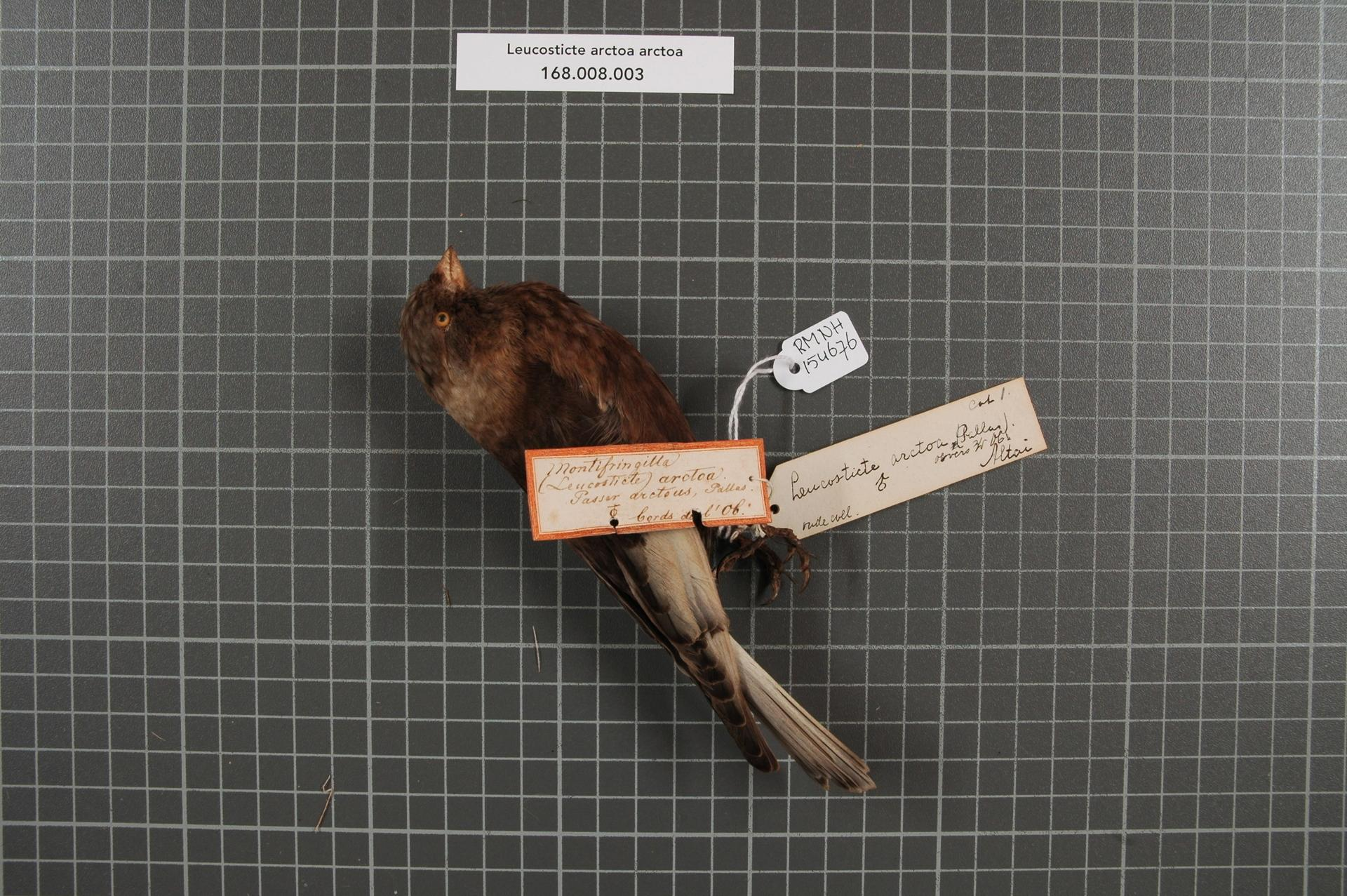
Maschio impagliato della sottospecie nominale.
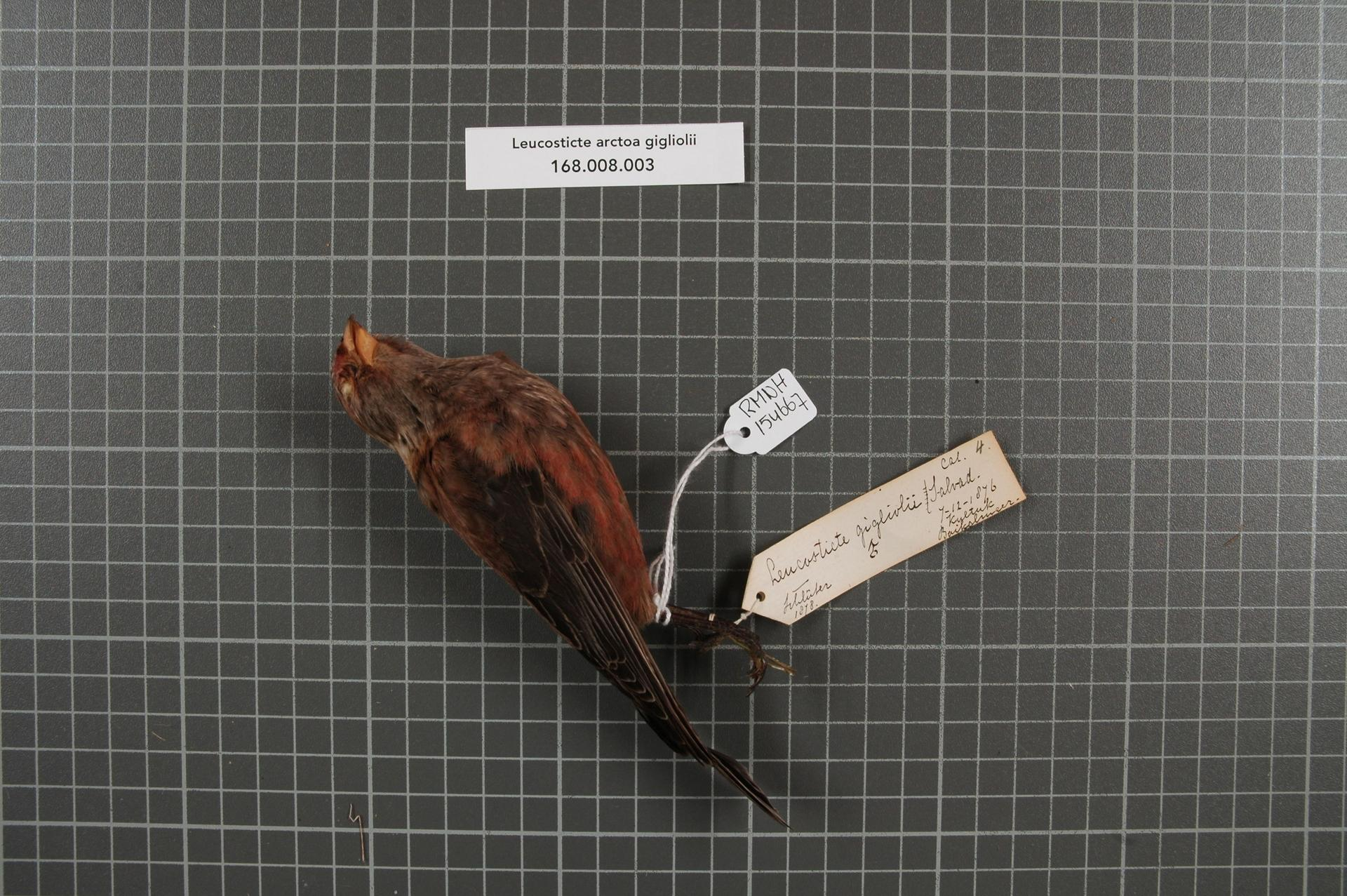
Maschio impagliato della sottospecie gigliolii.
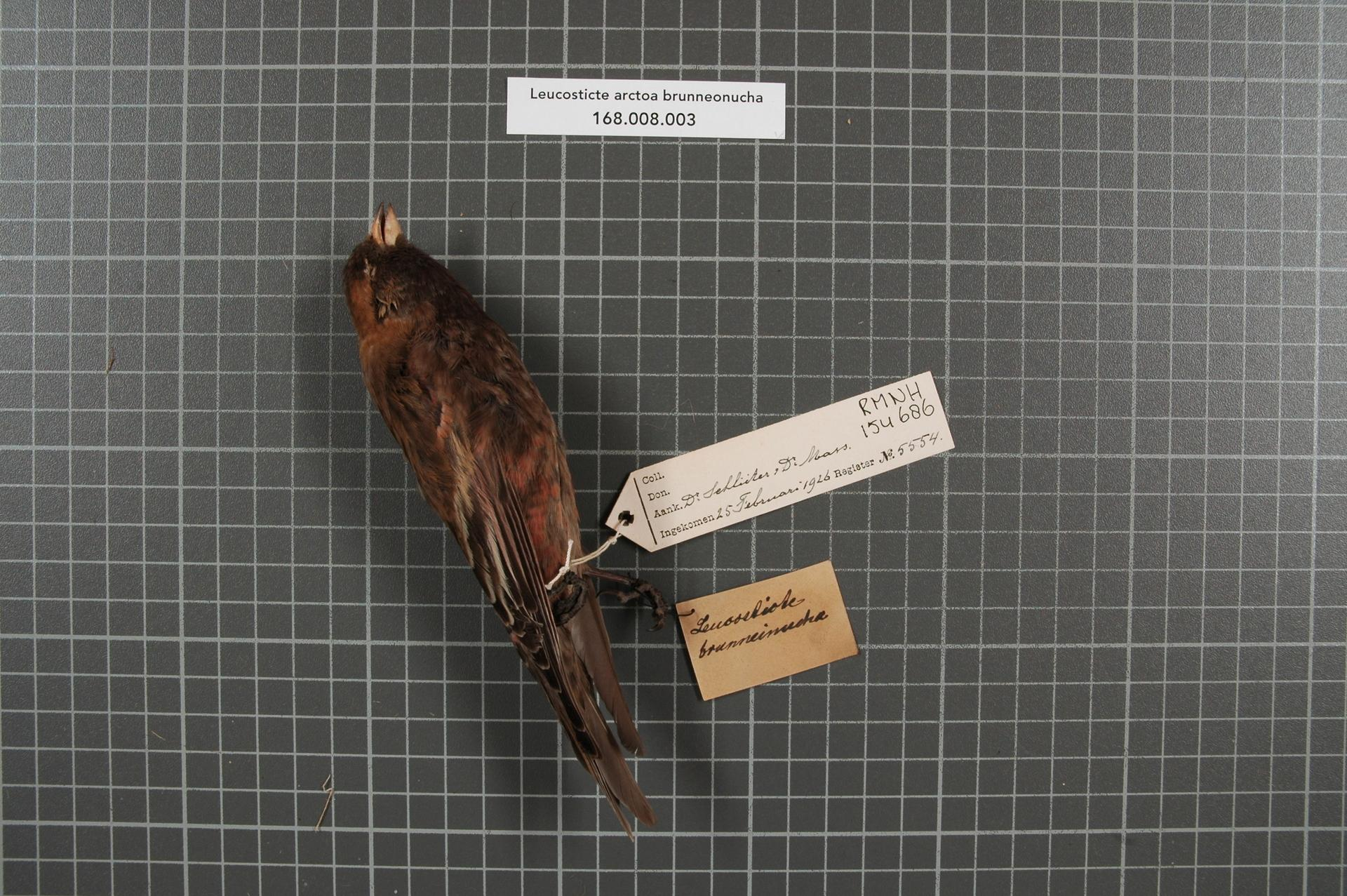
Maschio impagliato della sottospecie brunneonucha.

In passato, anche gli affini fanello rosato testagrigia, fanello rosa-nero e fanello rosato testabruna venivano classificati come sottospecie del fanello rosato asiatico, oi nomi rispettivamente di L. a. tephrocotis, L. a. atrata e L. a. australis: tuttavia, attualmente si tende a ritenere corretta l'elevazione di tutti e tre godono al rango di specie a sé stanti.